# 위갑상동맥
위갑상동맥(superior thyroid artery) 또는 상갑상선동맥(上甲狀腺動脈)은 목뿔뼈의 큰뿔 바로 아래 높이에서 바깥목동맥으로부터 갈라져 나오는 동맥으로, 갑상샘에서 끝난다.

## 구조
시작 지점은 목빗근의 앞쪽 경계 아래로, 위갑상동맥은 이곳에서부터 위앞쪾으로 짧게 목동맥삼각 안을 주행한다. 목동맥삼각은 피부, 넓은목근, 근막으로 덮여 있다. 이후 어깨목뿔근, 복장목뿔근, 복장방패근 아래에서 주행 방향을 아래쪽으로 튼다.
위갑상동맥의 안쪽에는 아래인두수축근과 위후두신경의 바깥가지가 존재한다.

### 가지
위갑상동맥은 주변의 근육으로 작은 가지들을 내어 분포하며, 갑상샘으로 여러 가지를 내며 반대쪽 위갑상동맥의 가지들이나 아래갑상동맥과 이어진다. 갑상샘으로 가는 가지들은 일반적으로 두 개이다. 더 큰 쪽의 가지는 주로 갑상샘 앞면에 혈액을 공급하며, 갑상샘잘룩에서 반대쪽 위갑상동맥의 큰 가지와 연결된다. 더 작은 두 번째 가지는 갑상샘 뒷면을 따라 내려가 아래갑상동맥과 문합한다.
근육과 갑상샘에 분포하는 가지를 제외한 나머지 위갑상동맥의 가지들은 다음과 같다.
- 목뿔동맥(infrahyoid branch, hyoid artery)은 방패목뿔근 아래에서 목뿔뼈 아래쪽 경계를 따라 주행하는 작은 동맥이다. 목뿔동맥은 반대쪽 목뿔동맥과 연결된다. 둘째 대동맥활에서 발생한다.
- 목빗근동맥(sternocleidomastoid branch)은 아래로 주행하여 온목동맥을 싸고 있는 목혈관신경집을 가쪽으로 가로지른다. 목빗근과 주변 근육, 피부에 혈액을 공급한다. 바깥목동맥에서 위갑상동맥과는 따로 갈라져 나오는 경우도 자주 있다.
- 위후두동맥(superior laryngeal artery)은 위후두신경의 속후두가지와 함께 방패목뿔근 아래를 주행한다. 위후두동맥은 바깥목동맥에서 위갑상동맥이 갈라지는 지점 근처에서 시작된다. 속후두가지와 함께 위후두동맥은 가쪽방패목뿔막을 뚫고 후두의 근육, 점막, 샘 등에 혈액을 공급한다. 이후 반대쪽 위후두동맥과 연결된다.
- 반지방패동맥(cricothyroid artery)은 후두의 혈액 공급에 기여할 수 있다. 주행 경로는 복장방패근의 얕은 쪽일 수도, 깊은 쪽일 수도 있어 다양하다. 얕은 쪽을 주행한다면 목신경고리의 가지와 함께 주행할 수 있다. 깊은 쪽을 주행한다면 바깥후두신경 근처에 위치하며 반대쪽 반지방패동맥, 후두동맥과 연결될 수 있다.

## 추가 이미지

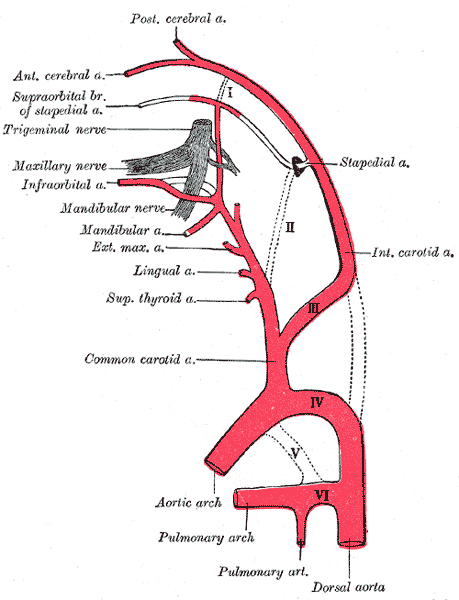
목동맥의 주 가지들의 시작 지점을 보여주는 다이어그램
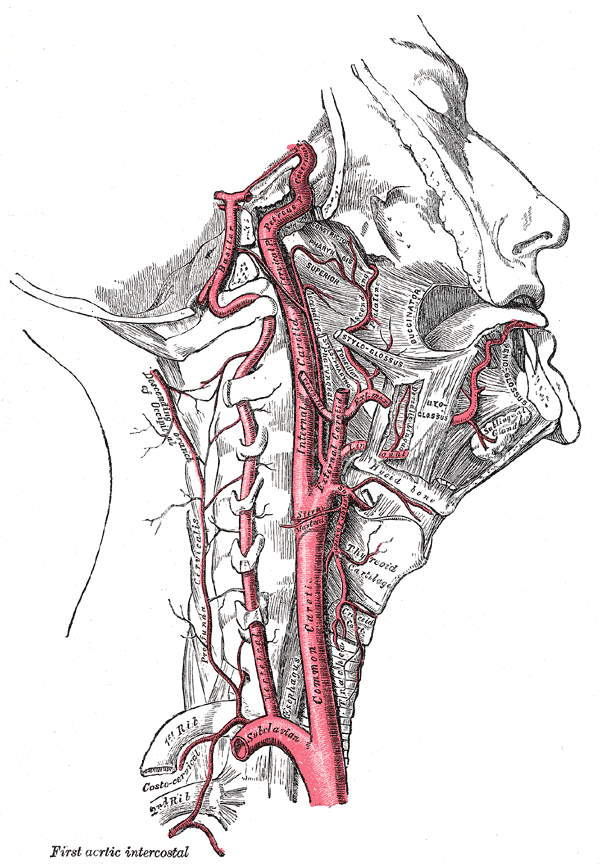
오른쪽 속목동맥과 척추동맥. 위갑상동맥은 중간에 보인다.
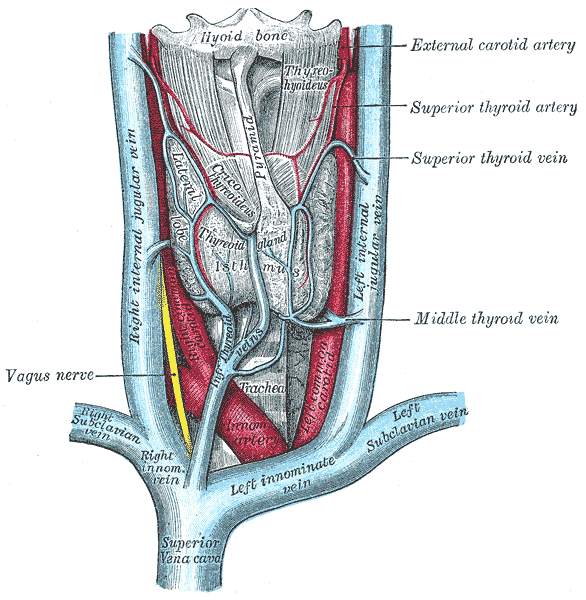
갑상샘과 그 위치 관계
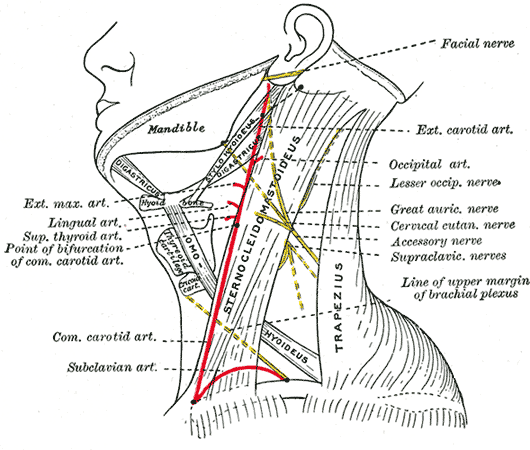
목의 측면
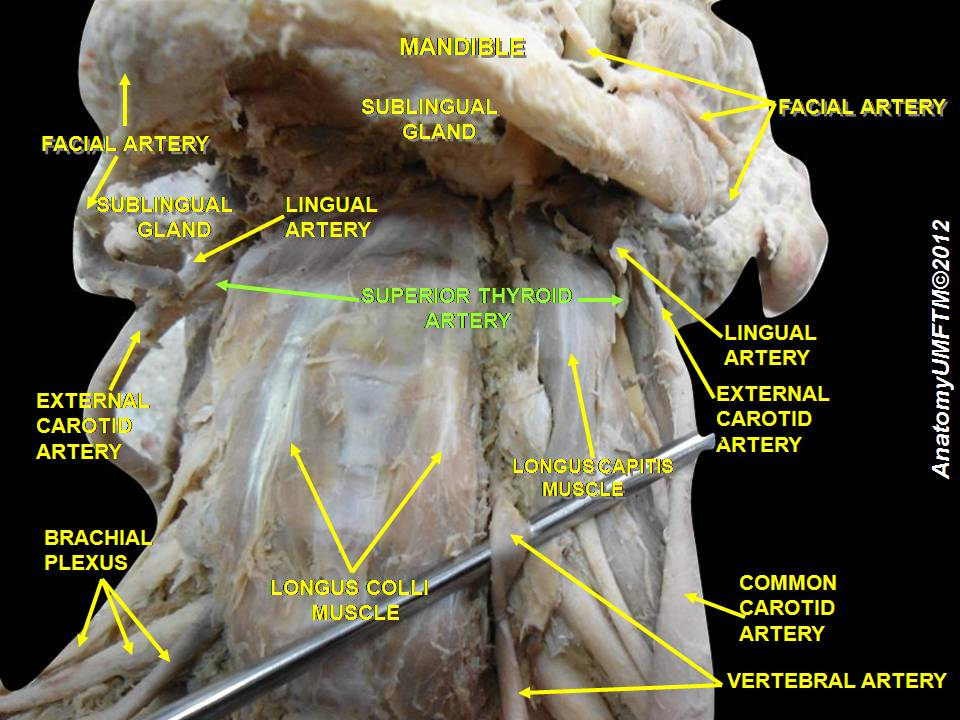
위갑상동맥
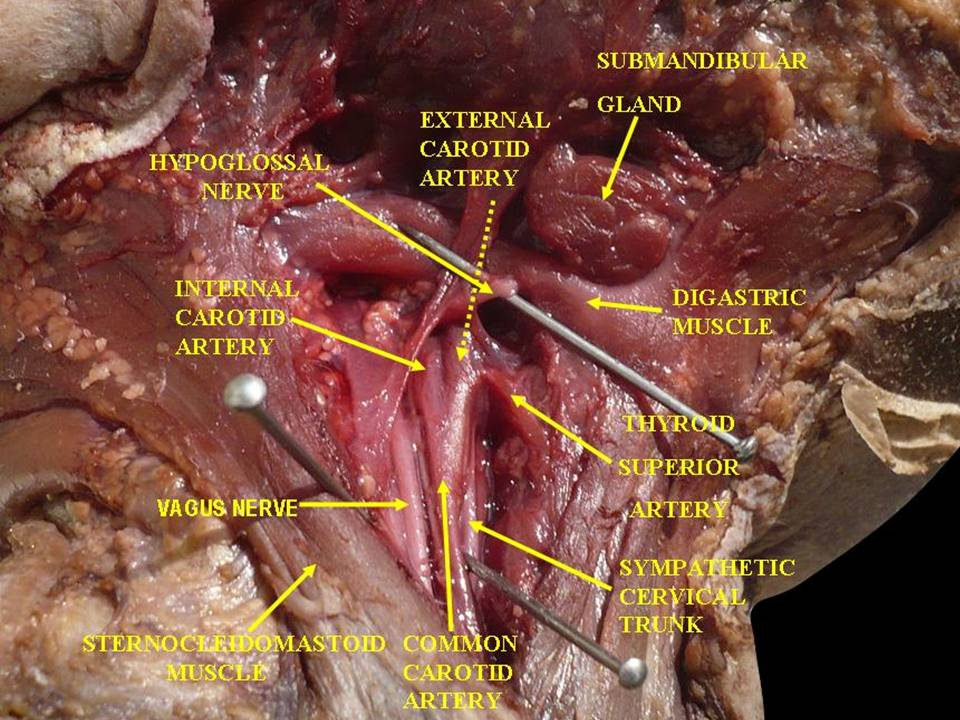
목의 근육, 동맥, 신경
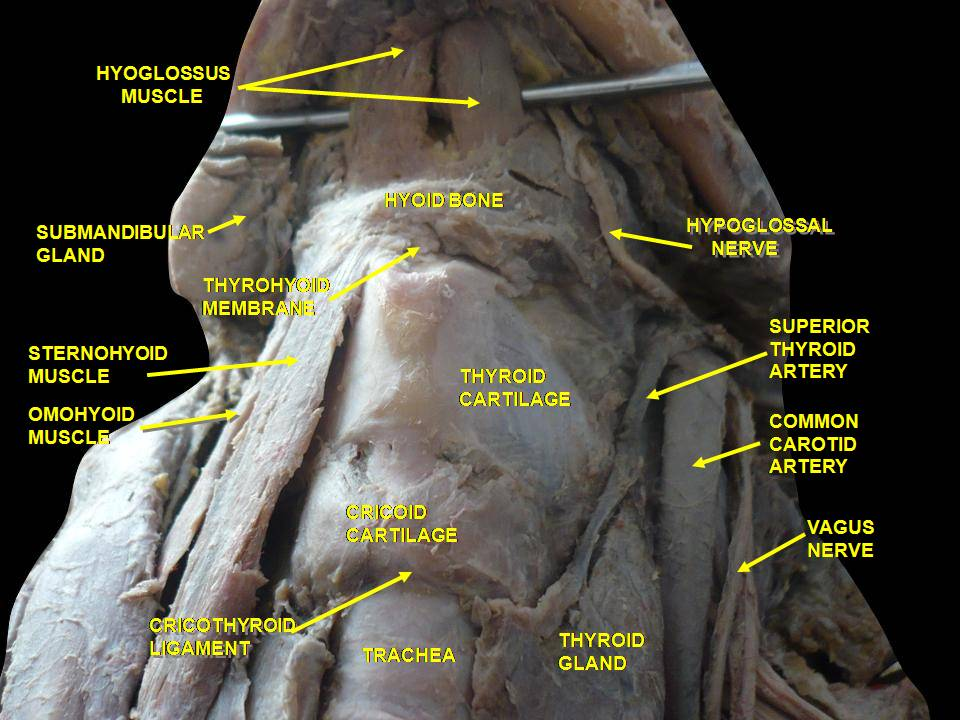
앞에서 본 목의 근육, 동맥, 신경

## 같이 보기
- 아래갑상동맥

## 참고 문헌
이 문서는 현재 퍼블릭 도메인에 속하는 그레이 해부학 제20판(1918) page 552의 내용을 기초로 작성된 글이 포함되어 있습니다.